# جيولوجيا منطقة الخانق العظيم

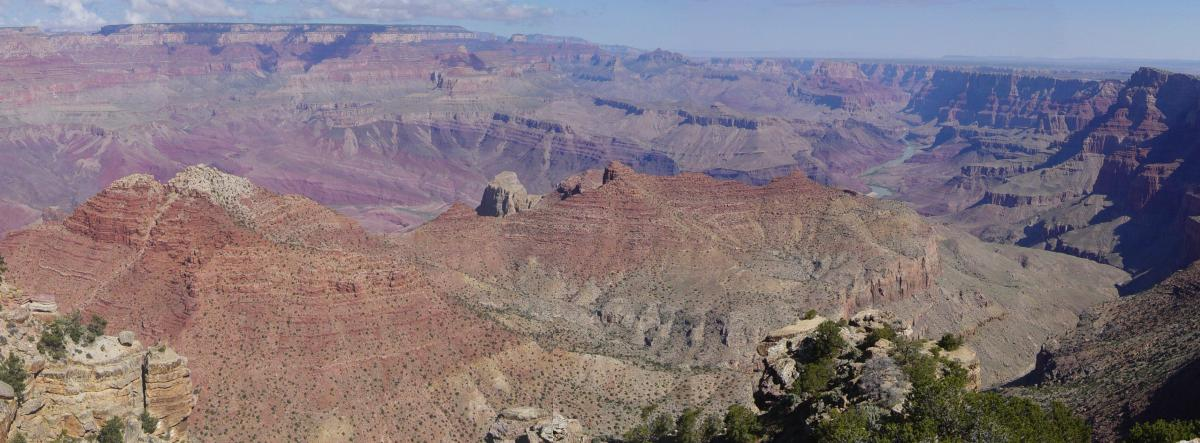
الخانق العظيم كما يرى من النقطة السياحية Navajo Point. ويوجد نهر الكولورادو إلى اليمين، كما ترى حافة الخانق إلى اليسار على بعد. تبين تلك الصورة جميع الطبقات الرسوبية الموصوفة في هذا المقال.

جيولوجيا منطقة الخانق العظيم أو جيولوجيا منطقة غراند كانيون هي أحد الدراسات المستفيضة لطبقات الأرض الصخرية في منطقة الخانق العظيم نحو 40 طبقة رئيسية فوق بعضها البعض تكونت عبر عصور طويلة، وهي تحمل تاريخ الأرض وتطور الحياة عليها عبر فتر زمنية تقدر بنحو ملياري سنة، وتختص بتلك المنطقة من العالم في أمريكا الشمالية. معظم تلك الطبقات الرسوبية ترسبت في وقت دافيء في منطقة كانت ساحلية بالقرب من محيط قديم في غرب القارة الأمريكية. تتكون الرسوبيات البحرية والبرية في تلك المنطقة من رمال تحجرت نشأت في صحراء قديمة. ومنها نحو 14 طبقة لا تتوافق مع الطبقات المعروفة لنا في العالم طبقا للتسلسل الجيولوجي الزمني.
بدأ ارتفاع الأرض في منطقة الخانق العظيم قبل 75 مليون سنة خلال وقت تكون جبال لاراميد في فايومي؛ أدي إلى نشأة الجبال التي تسببت في تكوين جبال روكي في الشرق.
بصفة عامة ارتفعت هضبة كولورادو بمقدار نحو 2 كيلومتر عن سطح البحر. وبدأ تكوين الحوض والمسطح الممتد غربا قبل نحو 18 مليون سنة، عندما تعرج سطح الأرض. ونشأت جداول مياه من الأمطار الساقطة على هضبة ما نعرفه اليوم من شرق الخانق العظيم وكانت تصب في الحوض السفلي فيما يسمى «رينش بروفينس». وانفتح خليج كاليفورنيا قبل نحو 6 ملايين سنة مما أتاح لنهر كبير أن يشق طريقه إلى الشمال الشرقي من الخليج. واحتوي النهر الكبير القنوات والمجاري الأولية مكونا نهر الكولورادو الأصلي، الذي قام عبر الزمن بحفر وتشكيل الخانق العظيم.
ومع حدوث العصر الثليجي بعد المناخ الدافيء قبل مليوني سنة فأزاد ذلك من عوامل التعرية في المنطقة الذي كان تقريبا بنفس العمق قبل 2و1 مليون سنة. ادي النشاط البركاني إلى انغمار المنطقة باللابة البركانية بين 8و1 مليون سنة و500.000 سنة. حدث في الخانق نحو 13 سدا من اللافا كانت تسد النهر، مكونة بحيرات كانت عمقها يصل إلى نحو 700 متر.
عند نهاية العصر الجليدي الأخير بالإضافة إلى زيادة النشاط الإنساني فقد عملت تلك العوامل على تقليل قدرة النهر على حفر الخانق. فقد أدت السدود إلى عدم إزاحة ونقل الرسوبيات. كما أجريت عدة اختبارات عن طريق ترك فيضانات تجتاح الخانق من سد جلين كانيون لمعرفة تأثيرها. كما حدثت ولا تزال تحدث بين الحين والاخر زلازل وانهدارات لصخور تغير من شكل الخانق.

## تتابع الطبقات الرسوبية

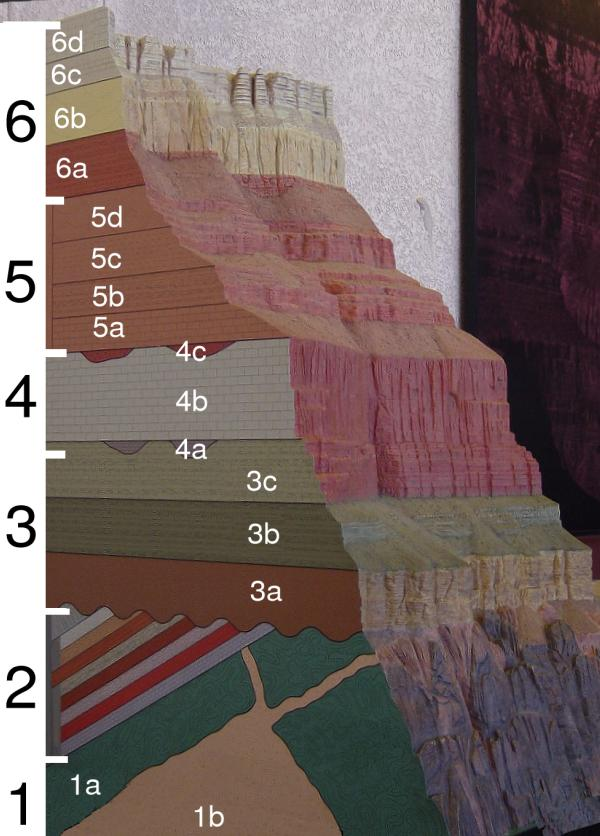
شكل 1. مقطع في طبقات الخانق العظيم (انظر الوصف).

تصنف الطبقات الرسوبية للخانق العظيم طبقا للتصنيف الجيولوجي إلى ستة طبقات رئيسية، بعضها من طبقتين أو أكثر، وهي في مجموعها نحو 40 طبقة. الستة طبقات الرئيسة هي:

### طبقة فشنو الأرضية

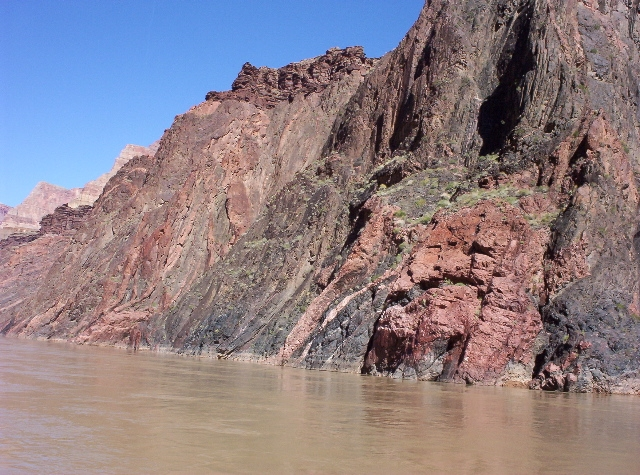
طبقة فشنو التحتية مكونة من صخور بركانية وصخور نارية.

تكونت تلك الطبقة قبل 5و2 - 8و1 مليار سنة في العصر بريكامبري، وكانت من الرمل والطمي ورماد الباركين. وكانت تحت الماء. نحو 8و1 إلى 6و1 مليار سنة سبقت تصادمت صفيحة تكتونية أو صفيحتان لجزيرتين بصفيحة أمريكا الشمالية.
. وعلت المنطقة فوق سطح الماء.

### طبقة الخانق العظيم سوبر جروب
الطبقة الثانية من أسفل تكونت خلال نهاية عصر البريكامبري بسبب تحركات صفائح تكتونية صغيرة مبتعدة عن قلب القارة الأمريكية مما جعل حافتها تقل سمكا في اتجاه المحيط الهادي حاليا. فتكون حوض تصدع كاد أن يقسم أمريكا الشمالية غلى نصفين.

واصبحت منطقة الخانق تحت الماء فيما بين مونتانا إلى الخانق العظيم
. بهذا تكونت تسعة أنواع متتابقة من الصخور الرسوبية لغراند كانيون سوبر جروب خلال الحقبة 2و1 مليار سنة إلى 740 مليون سنة.
يمكن رؤية اجزاء من السوبرجروب على الجزء الشرقي للخانق العظيم عند المنطقتين السياحيتين Lipan Point وMoran point. >
يشمل التكوين الجيولوجي لطبقة صخرية طبقة واحدة أو عدة أحواض رسوبية، تسمى ما أصغر منها «أعضاء الطبقة». وتعني كلمة جروب في الجيولوجيا مجموعة تكوينات متشابه تشابها كبيرا، ويعني اصطلاح «مجموعة عظمى» تتابع طبقي عمودي لمجموعات ومع ذلك فهو تكوين واحد.

### طبقات مجموعة تونتو
خلال عصر الحقبة الأولية (باليوزوي) كانت القارة التي أصبحت الآن أمريكا الشمالية موجودة بالقرب من خط الاستواء.
ref name="Kiver1999p400<"/>
ثم حدث الانفجار الكامبري حيث بدأ ظهور الحياة البدائية على الأرض خلال فترة زمنية تقدر بنحو 15 مليون سنة في تلك البقعة من العالم (ظهور ميكروبات).
 كان المناخ دافئا وظهرت حيوانات التريلوبايت
بكثرة.
 وبدأ المحيط يصل إلى منطقة الخانق العظيم من الغرب قبل نحو 550 مليون سنة.
 فلما اجتاح المحيط تلك المناطق شرقا بدأت الرسوبيات تتكون فيه وتكونت ثلاثة مجموعات رسوبية تشكل مجموعة طبقات تونتو.

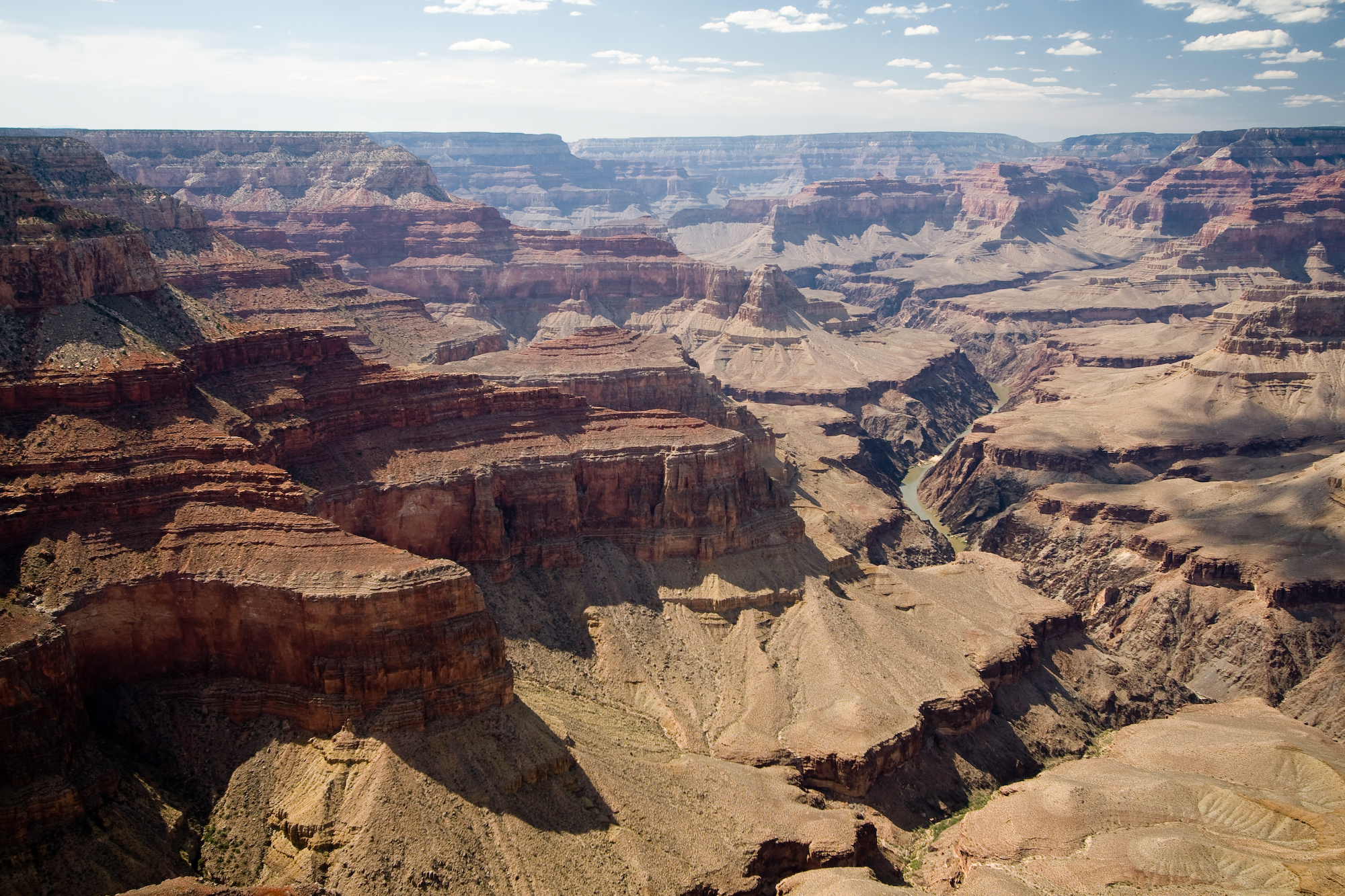
Tonto Groupتظهر مسطحة نسبيا فوق نهر الكولورادو.

تكونت تلك الثلات طبقات خلال فترة زمنية يقدرها العلماء بنحو 30 مليون سنة، من الكامبري المبكر إلى الكامبري المتوسط.
جاء بعد التريلوبايت حيوانات ذراعيات الأرجل «براخيوبود» ويوجد منها الكثير في تلك الطبقة.

### طبقات: تمبل بوت والحائط الأحمر، وخانق المفاجأة
العصران التاليان من تاريخ الخانق العظيم - عصر أردوفيشي وعصر سيلوري، ليس لهما وجود في طبقاته.
 ولا يعرف الجيولوجيون كيف كانت الترسيبات خلال ذلك العصرين؛ هل كانت هناك ترسيبات وتآكل بعوامل التعرية، أم لم تتكون تسريبات خلال ذلك العصرين. وكيفما كان الحال فإن التاريخ الجيولوجي لتلك المنطقة الخالية من ترسيبات تشمل نحو 65 مليون سنة، وهي حالة فريدة من نوعها. تتمثل مظاهر التآكل في وديان وتلال ومنحدرات تغطت فيما بعد بطبقات رسوبية أحدث منها.

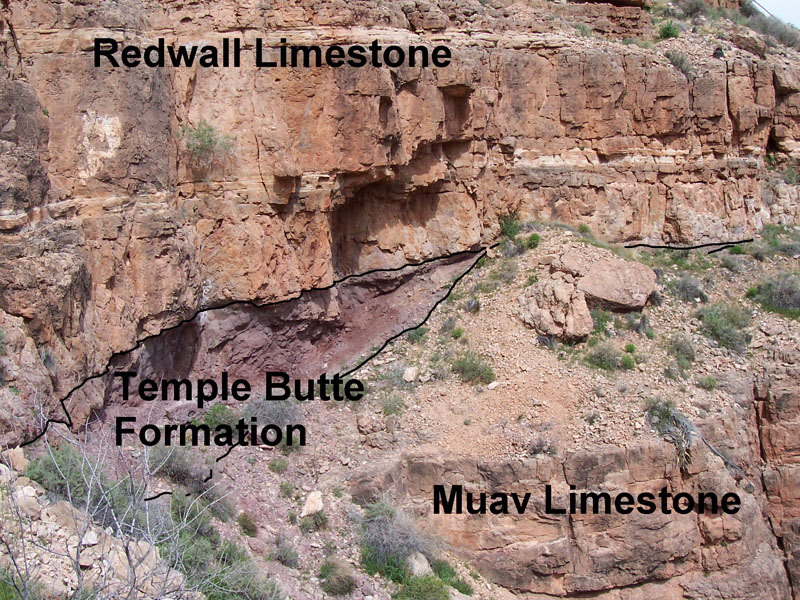
طبقة حجر جيري "مواف" (أسفل)، فوقها طبقة تمبل بوت من الحجر الجيري، ويعلوها طبقة الحائط الأحمر وهي أيضا من الحجر الجيري.

ويشاهد الجيولوجيون قنواتا عميقة قد أنتقلت فوق الحجر الجيري «مواف» خلال تلك الحقبة  ويبدو ان جريان مياه قد تسببت في ذلك أو ربما حدثت اجتياحات بحرية في المنطقة. على أية حال فإن المنخفضات ممتلئة بأحجار جيرية نشأت مياه عذبة قبل نحو 385 مليون سنة خلال منتصف العصر الديفوني، وهي يوجد في طبقات يسميها الجيولوجيون «حجر جيري تمبل بوت» (طبقة 4 في الشكل 1).
وفي «خانق الرخام» في الجزء الشرقي من تلك المنطقة تظهر واضحا تلك القنوات الممتلئة برسوبيات حمراء اللون في طبقات الحجر الجيري تمبل بوت ذات اللون الرمادي والكريمي من نوع دولوميت. ويوجد فيها الكثير من أحفورات الفقريات، وعظام لأسماك ماء عذبة، وعلى الاخص في المنطقة الشرقية، كما توجد الكثير من أحفورات المياه المالحة في الجزء الغربي.
يبلغ سمك طبقة تمبل بوت نحو450 متر وهي أقل سمكا في اتجاه «قرية الخانق العظيم» وأكثر سمكا في الخانق العظيم الغربي.
 وأعلى تلك الطبقة لا يوجد أثر لوقت عاصرته المنطقة لمدة 40 - 50 مليون سنة، ولا نعرف شيئا عن احوال ذلك الزمن في تلك المنطقة.
الطبقة التي تعلوها تتكون من تتلال متحجرة من حجر جيري أحمر Redwall Limestone يبلغ سمكها بين 400 - 800 متر (أنظر 4ب في الشكل 1).
. يتكون هذا الحائط الأحمر من حجر جيري بني اللون يتخلله حجر جيري ذو لون أزرق رمادي، بالإضافة إلى حجر الدولوميت مختلطا بأحجار إبرية بيضاء.
 وقد ترسبت هذه في مياه ساحلية كانت بالقرب من خط الأستواء خلال 40 مليون سنة. وتتنوع الاحفورات في تلك الطبقة فتجد فيها مرجانيات وحيوانات ذراعيات الأرجل، ونباتات زنبقيات، وشعب مرجانية، وحيوانات نوتويد، واسفنج بحري، هذا بالإضافة إلى كائنات بحرية مثل ثلاثية الفصوص «التريلوبايت»، فقد كل هذه الأحفورات في طبقة الحائط الأحمر.
. ورتفع الخانق العظيم رويدا رويدا خلال عصر المسيسيبي وتآكلت أجزاء من الحائط الأحمر. وقد حصلت أسطح الحائط الأحمر على لونها من مياه الأمطار الهادرة من مناطق غنية بالحديد من طبقات معادن «سوباي» و«هرميت» تعلوها.
كما توجد طبقة تسمى سربرايز كانيون Surprise Canyon Formation
وهي طبقة رسوبية أيضا مكونة من صفائح حجرية (أردوازية) لونها أحمر بنفسجي مترسبة فوق الحائط الأحمر في أحواض متفرقة من الرمل والحجر الجيري (أنظر 4 سي في الشكل 1). وقد ترسبت تلك التكوينات خلال العصر المسيسيبي المتأخر والعصر البنسلفاني المبكر عندما انخفضت الأرض وملأ المد والجزر وديان النهر بالرسوبيات. توجد تلك التكوينات في بؤر منعزلة عن بعضها البعض وتكون طبقة سمكها بين 50 إل 400 متر.
لم يكن خانق المفاجأة  معروفا قبل 1973، ولا يمكن الوصول إليه إلى بطائر مروحية.
 وتوجد فيها أحفورات جزوع أشجار ونباتات أخرى.

### طبقات مجموعة سوباي

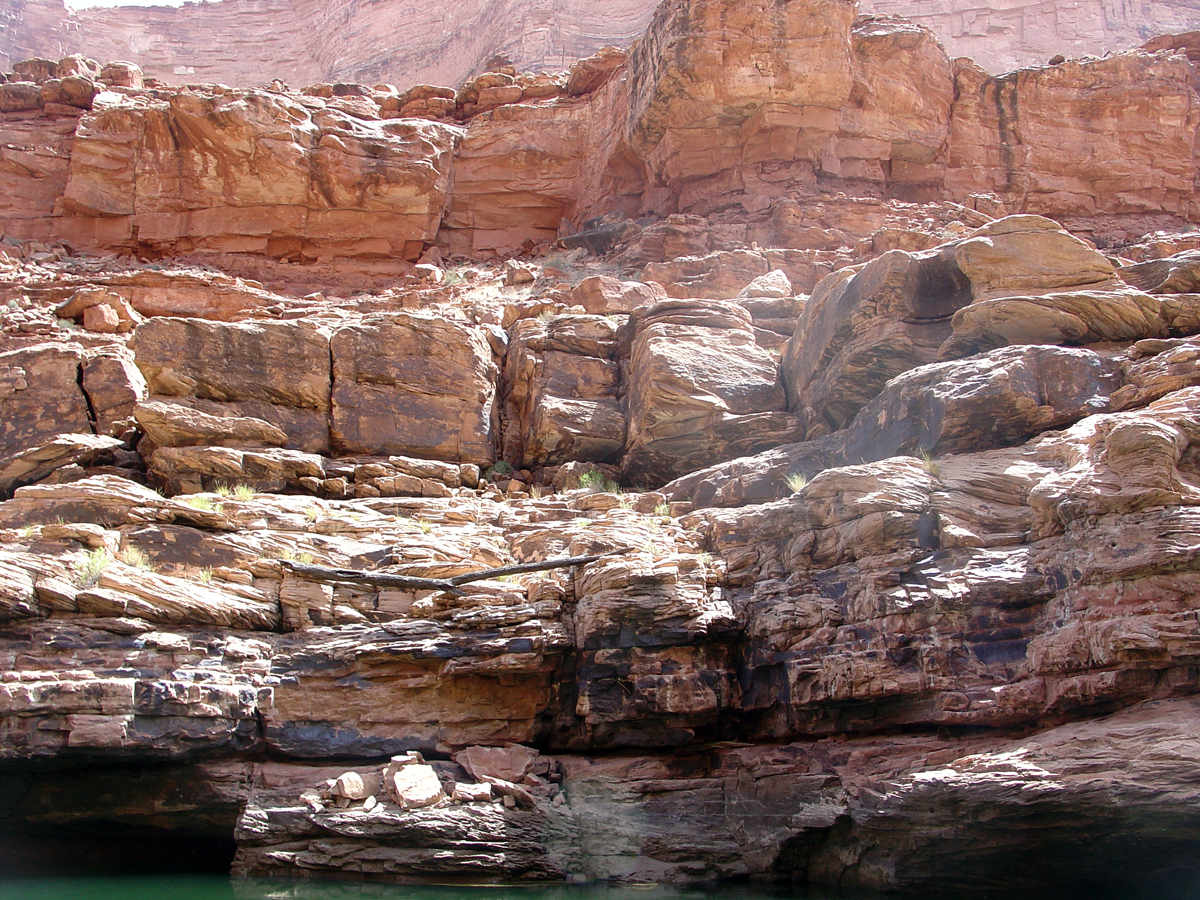

يوجد عدم توافق يمتد من 15 - 20 مليون سنة بين
مجموعة سوباي وما تحتها من رسوبيات الحائط الأحمر. فقد ترسبت طبقات سوباي خلال عصر المسيسيبي المتأخر وخلال العصر البنسلفاني
والعصر البرمي المبكر، أي خلال 320 مليون سنة إلى 270 مليون سنة سبقت.
 تتكون تلك الرسوبيات من رسوبيات بحرية وأجازاء منها رسوبيات أرضية تتكون من طفلة وطمي متحجر ورمال ورواسب كلسية مترسبة على صفحة عريضة من الشاطيء، مشابهة للموجودة حاليا في خليج تكساس.
 خلال تلك الفترة ارتفعت جبال روكي في كولورادو ونيومكسيكو، وجرفت المياه رواسبا منها إلى منطقة الخانق العظيم.

تتكون مجموعة طبقات سوباي في الجزء الغربي من الخانق من حجر جيري مما يشير إلى تكونها خلال مناخ دافيء وبحر غير عميق، بينما الجزء الشرقي منها ربما كان مكون من دلتا نهر يغمرها الطمي.
تلك الترسيات تتكون من طمي متحجر وحجر رملي يصل سمكها نحو 200 متر.

وقد تأكسدت الاحجار الأردوازية من العصر البرمي المبكر واصبحت حمراء اللون. وتوجد فيها طبعات أقدام حيوانات برمائية (أمفيبيا) وزواحف، وكثير من أنواع النباتات وعلى الاخص في منطقتها الشرقية، كما يكثر في الجزء الغربي منها أحفورات لحيوانات مائية.

### طبقات: هرميت، كوكونينو، توروويب، وكايباب
تلك طبقات من الحجر الجيري مختلفة الأنواع، وتسمياتها نابعة من مناطق في أمريكا الشمالية وجدت فيها لأول مرة وتميزها. كل تلك الطبقات تكونت خلا ل العصر البرمي. ترسبت طبقة الهرميت في مناطق ساحلية عريضة (أنظر 6 أ في الشكل 1). وهي طبقة أكسيد الحديد يتخللها طفلة وطمي متحجر نشأت من جريان مياه عذبة قبل 280 مليون سنة في منطقة كان مناخها جافا.
< 
نجد فيها حشرات ذات أجنحة وأنواع من النباتات، كما نجد فيها آثار أقدام ما يشبة السحالي وأنواع أخرى من الحيوانات الفقرية.
 وهي طبقة حمراء اللون من الطمي المتحجر يبلغ سمكها بين 30 متر و270 متر.
 يتساقط من تلك الطبقة أحيانا أحجار منها في حجم سيارة أو بيت صغير تسقط عل طبقة تحتها تسمى طبقة تونتو.

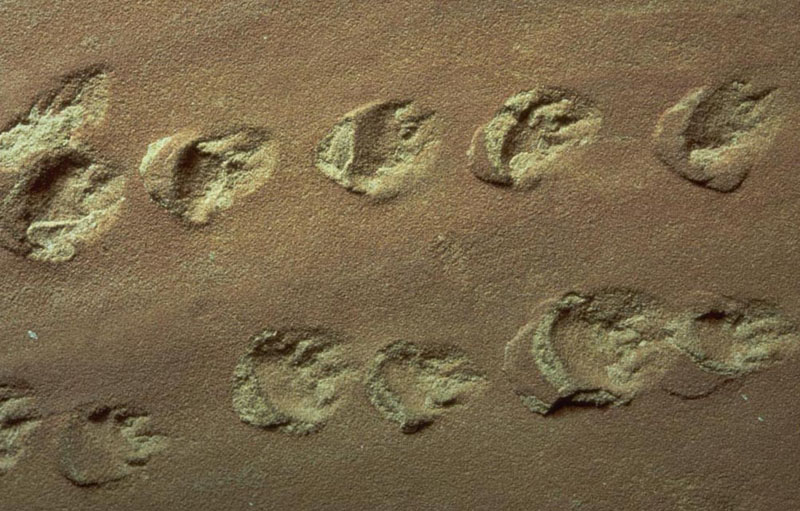
أحفورة أثار أقدام ما يشبه السحلية في حجر رملي كوكنينو.

تكونت طبقة كوكونينو من الحجر الرملي قبل 275 مليون سنة حينما أصاب الحفاف تلك المنطقة وتكونت فيها كثبان رملية رمال كوارتز (6 ب في الشكل 1). تأتي طبقة كوكنينو فوفق طبقة هرميت.
 وتكونت طبقة كوكنينو خلال فترة من 5 - 10 مليون سنة. سمك الطبقة حاليا بين 20 إل 200 متر ولونها أبيض ذهبي قربيبة من حافة الخانق.
توجد في طبقة كوكنينو أيضا حفريات أثار أقدام ما يشبه السحالي والعقارب.

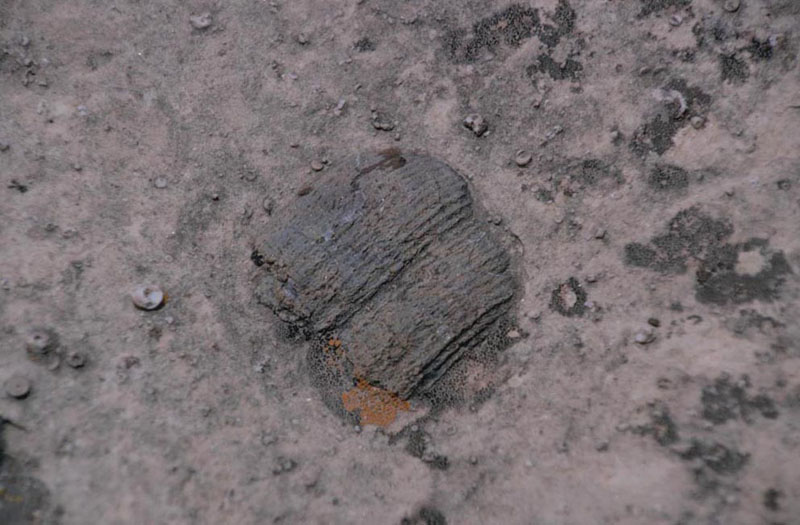
أحفورة ذراعيات الأرجل brachiopod من طبقة توروويب.

ثم نجد اعلاها طبقة توروويب التي يبلغ سمحها نحو 70 متر (أنظر 6سي في الشكل1).
. وهي تتكون من احجار رملية صفراء اللون وحمراء، كما يوجد فيها حجر جيري صفائحي رمادي وجير. هذا يدل على تكونها خلال فترة دافئة في مياه ساحلية غير عميقة تتابع عليها امتاح المياه ثم انحصارها لعهود طويلة. يبلغ متوسط عمر الطبقة نحو 273 مليون سنة.
تحوي تلك الطبقة أحفورات «براخيوبود» (ذراعية الأرجل) ووشعب مرجانية وحيوانات أرضية أخرى.
أعلى طبقة في الخانق العظيم هي طبقة كايباب وهي من الحجر الجيري (6 دي في الشكل 1). تآكلت تلك الطبقة وأصبح سمكها بين 100 إلى 135 متر 
وقد تكونت قبل 270 مليون سنة

كان المناخ أيضا دافيء وكانت المنطقة لا تزال شاطئية ترسبت في مياها الضحلة في طبقة التوروويب. كانت تلك الترسيبات من الحجر الرملي ويتخللها في بعض المناطقة احجارا صفيحية من الحجر الرملي قرب السطح. لونها بني فاتح على رمادي فاتح يقف عليه الزوار أثناء زيارتهم للخانق العظيم.
تغطي طبقة كايباب شمال الخانق بينما تغطي كوكونينو جنوب الخانق. وتوجد فيها أسنان لسمك القرش وأحفورات كثيرة أخرى لحيوانات غير فقرية بحرية مثل «البراكيوبود» والشعب المرجانية وليليا البحر والديدان.